# 泌水街道
泌水街道是中华人民共和国河南省驻马店市泌阳县下辖的一个街道办事处。

## 行政区划
泌水街道下辖以下村级行政区划单位：
陈营社区、西关社区、十里村、桥上村、张新村、玉田村、小岗村、陈岗村、韩岗村、孟庄村、陈楼村、李楼村和老苗村。